# エディ・ショア
エディ・ショア（Eddie Shore、1902年11月25日 - 1985年3月16日）は、カナダ連邦サスカチュワン州フォート・クアペル生まれのプロアイスホッケー選手。ポジションはディフェンス。
NHLではほとんどをボストン・ブルーインズのディフェンスとして過ごした。史上最もタフなアイスホッケー選手と評されることもある。愛称は、"エドモントン・エクスプレス（"The Edmonton Express" ）、"オールド・ブラッド・アンド・ガッツ"（"Old Blood and Guts"）や"ミスター・ホッケー"（"Mr. Hockey"、ただし、この愛称はショアよりも後に登場するゴーディ・ハウに冠せられたものの方がより一般的である。）

## 経歴
1924年にWHL (Western Hockey League) のレジーナ・キャピタルズに所属し、アイスホッケー選手生活をスタートした。元々はフォワードだったが、その後エドモントン・エスキモーズ在籍中にディフェンスへとポジションを変えた。
1927年にWHLが閉鎖されるのに先立ち、1926年8月20日に金銭トレードでNHLのボストン・ブルーインズに移籍した。
NHLにおけるルーキーイヤーでは、12ゴール、8アシスト、合計20ポイントを上げたが、当時のプロリーグではディフェンスの選手が得点に絡む機会は比較的少なかったといわれ、ショアの得点力の高さを証明している。
しかし、ショアを特に有名選手としているのはその得点力よりも、ラフかつタフなディフェンスである。先ず、2年目のシーズンではペナルティ・ミニッツ（反則によりペナルティ・ボックスに入れられた時間）合計165分という当時のNHL記録を残している。他の選手をスケートで轢くこともしばしばであったほか、トレードマークであるクラウチングスタイルのスケーティングスタイルにより重心を低く安定させていたために、ビリー・クトゥらのライバル選手がボディチェックを行っても容易に打ち負かすことができなかったと伝えられている。
1925-1926シーズンにはスプラグ・グレグホーン が、翌1926-1927シーズンにはクトゥが、それぞれモントリオール・カナディアンズからブルーインズにディフェンスとしてトレードで移籍してきたが、自尊心の高いショアは自らがリード・ディフェンスであることを誇示するために、胸をはって彼らの前を行ったり来たり歩いたとも伝えられる。
このような伏線もあって、1926年に先輩としてのプライドを傷つけられたクトゥがショアに襲いかかる事件が起こり、ショアは左耳たぶが裂けるという重傷を負った。ブルーインズのチームドクターは耳たぶを切断することを勧めたが、ショアは針で縫ってくれる医者を捜し当てた。そして、麻酔を拒み、医者が針で縫うところを鏡で見ていたとされる。この事件では、ショアは当初クトゥが耳を落とすためにホッケースティックを使用したと主張し、クトゥには50ドルの罰金が科せられた。ところが、後にショアは主張を撤回したため、クトゥに対する罰金も取り消されたといわれる。
また、1933年12月12日にはトロント・メープルリーフスのエース・ベイリーに対するラフプレー（背後からフルスピードでボディチェックを行ったとされる。）を咎められ、翌1934年1月に16試合の出場停止処分を受けている。ベイリーはこのときの怪我により、現役引退を余儀なくされた。そして一時は裁判沙汰にまでなるのであるが、NHLの努力もあって後にショアは彼と和解している。なお、この試合では、ショア自身もメープルリーフスのレッド･ホーナーから報復として打撃を受け、頭に傷を負った（これ以降、ショアはヘルメットを着用するようになる。）。
さらに1937年1月28日にはニューヨーク・レンジャース戦で背中を痛め、シーズン残り試合の欠場を余儀なくされた。
アイスホッケー人生において、全身に80箇所以上の裂傷を負い、978針の縫い跡が残ったとされる。また、鼻骨骨折14回、顎の骨折5回、すべての歯を欠損、背骨、尾骨、首の骨などにはヒビ、視力は眼球の傷により低下していたとされ、まさに満身創痍といった状態で選手を長く続けた。
ショアはオールスターゲームに8度出場したほか、ディフェンス選手としてはNHL最多（2005年現在）となる4度のハート記念賞（NHLのシーズン最優秀選手賞）を受賞している。また、ブルーインズ在籍中の2度（1929年、1939年）のスタンレー・カップ優勝を経験している。
1940年1月25日にニューヨーク・アメリカンズにトレードされ10試合に出場したのを最後にNHL から引退した。

### 引退後
1947年にホッケーの殿堂入りを果した。
NHL引退後もAHLのスプリングフィールド・インディアンズを買収し、初期には選手として出場したほか、35年間その運営に携わった。これらの功績を表し、AHLの年間最優秀ディフェンス選手にはショアの名を冠したトロフィーが贈られている。
数々の名声とともに、トレーニングにバレエを取り入れるなどややエキセントリックな面もあったといわれる。1985年のその死は新聞の一面を飾り、様々な弔辞が寄せられたとされる。

## 詳細情報

### 通算成績
| 1926-1927 | ボストン・ブルーインズ     | NHL     | 40  | 12  | 6   | 18  | 130  | 8  | 1 | 1  | 2  | 40  |
| 1927-1928 | ボストン・ブルーインズ     | NHL     | 43  | 11  | 6   | 17  | 165  | 2  | 0 | 0  | 0  | 8   |
| 1928-1929 | ボストン・ブルーインズ     | NHL     | 39  | 12  | 7   | 19  | 96   | 5  | 1 | 1  | 2  | 28  |
| 1929-1930 | ボストン・ブルーインズ     | NHL     | 42  | 12  | 19  | 31  | 105  | 6  | 1 | 0  | 1  | 26  |
| 1930-1931 | ボストン・ブルーインズ     | NHL     | 44  | 15  | 16  | 31  | 105  | 5  | 2 | 1  | 3  | 24  |
| 1931-1932 | ボストン・ブルーインズ     | NHL     | 45  | 9   | 13  | 22  | 80   | -  | - | -  | -  | -   |
| 1932-1933 | ボストン・ブルーインズ     | NHL     | 48  | 8   | 27  | 35  | 102  | 5  | 0 | 1  | 1  | 14  |
| 1933-1934 | ボストン・ブルーインズ     | NHL     | 30  | 2   | 10  | 12  | 57   | -  | - | -  | -  | -   |
| 1934-1935 | ボストン・ブルーインズ     | NHL     | 48  | 7   | 26  | 33  | 32   | 4  | 0 | 1  | 1  | 2   |
| 1935-1936 | ボストン・ブルーインズ     | NHL     | 45  | 3   | 16  | 19  | 61   | 2  | 1 | 1  | 2  | 12  |
| 1936-1937 | ボストン・ブルーインズ     | NHL     | 20  | 3   | 1   | 4   | 12   | -  | - | -  | -  | -   |
| 1937-1938 | ボストン・ブルーインズ     | NHL     | 48  | 3   | 14  | 17  | 42   | 3  | 0 | 1  | 1  | 6   |
| 1938-1939 | ボストン・ブルーインズ     | NHL     | 44  | 4   | 14  | 18  | 47   | 12 | 0 | 4  | 4  | 19  |
| 1939-1940 | ボストン・ブルーインズ     | NHL     | 4   | 2   | 1   | 3   | 4    | -  | - | -  | -  | -   |
| 1939-1940 | ニューヨーク・アメリカンズ | NHL     | 10  | 2   | 3   | 5   | 9    | 3  | 0 | 2  | 2  | 2   |
| NHL合計   | NHL合計                    | NHL合計 | 550 | 105 | 179 | 284 | 1047 | 55 | 6 | 13 | 19 | 181 |

### 表彰
- NHLオールスター第1チーム選抜（1931年、1932年、1933年、1935年、1936年、1938年、1939年）
- NHLオールスター第2チーム選抜（1934年）
- ハート記念賞（1933年、1935年、1936年、1938年）
- レスター・パトリック賞（1970年）